# Lisa Ann
Lisa Ann (n. 9 mai 1972, Easton, Pennsylvania, SUA) este o actriță pornografică americană. Ea a început în anul 1994 cariera ca dansatoare Gogo. În anul 1996 joacă rolul principal în filmul Flesh sub regia lui Gregory Dark. Între anii 2000 - 2002 au urmat alte filme pornografice, iar în anul 2006 a fost premiată, urmate de perioade de repaus și comeback (revenire).

## Filmografie selectată
- 2006: Momma Knows Best
- 2006: Ripe & Ready MILFs
- 2006: Diary Of A Milf 4
- 2006: Mother Load
- 2006: Neighbour Affair
- 2006: Who's Your Momma?
- 2006: Housewife 1 on 1 3
- 2006: Desperate Mothers & Wives 4
- 2008: My Friend's Hot Mom 15
- 2008: It's a Mommy Thing! 3
- 2008: Who’s Nailin’ Paylin?
- 2008: Seasoned Players 4
- 2008: Oil Overload 2
- 2009: Seasoned Players 11
- 2009: Boob Bangers 6
- 2009: Ass Worship 11
- 2009: Mommy Got Boobs 5, 9, 10
- 2010: Fly Girls
- 2011: Big Tits at School Vol.12
- 2011: Big Wet Tits 11
- MILFs Like It Big Vol. 1, 3 und 5

## Premieri și nominalizări
- 2006: XRCO Award: „Best Cumback“
- 2006: XRCO Award, nominiert in der Kategorie „MILF of the Year“
- 2009: AVN Hall of Fame
- 2009: AVN Award: „MILF/Cougar Performer of the Year“
- 2010: XRCO Award: "MILF of the Year"
- 2010: Exotic Dancer Award - Adult Movie Entertainer of the Year
- 2011: Urban X Awards Hall of Fame
- 2011: XBIZ Award: "MILF Performer of the Year"
- 2011: AEBN Performer of the Year
- 2012: XBIZ Award: "Adult Star Branded Pleasure Product of the Year" - Fleshlight Girls: Lisa Ann
- 2013: XRCO Hall of Fame [5]